# Kuurne-Bruxelles-Kuurne 1985
La Kuurne-Bruxelles-Kuurne 1985, quarantunesima edizione della corsa, si svolse il 3 marzo su un percorso di 199 km, con partenza e arrivo a Kuurne. Fu vinta dal belga William Tackaert della squadra Fangio-Ecoturbo-Eylenbosch davanti al connazionale Marc Sergeant e all'olandese Gerrit Solleveld.

## Ordine d'arrivo (Top 10)
| Pos. | Corridore        | Squadra                 | Tempo    |
| ---- | ---------------- | ----------------------- | -------- |
| 1    | William Tackaert | Fangio-Ecoturbo         | 5h08'02" |
| 2    | Marc Sergeant    | Lotto-Eddy Merckx       | a 3"     |
| 3    | Gerrit Solleveld | Kwantum Hallen-Decosol  | a 12"    |
| 4    | Philippe Leleu   | La Vie Claire-Wonder    | s.t.     |
| 5    | Doug Shapiro     | Kwantum Hallen-Decosol  | a 20"    |
| 6    | Hennie Kuiper    | Verandalux-Dries        | s.t.     |
| 7    | Patrick Cocquyt  | Safir-Van De Ven        | s.t.     |
| 8    | Rudy Matthijs    | Hitachi-Splendor-Sunair | s.t.     |
| 9    | Paul Haghedooren | Lotto-Eddy Merckx       | a 2'15"  |
| 10   | Dirk Demol       | Verandalux-Dries        | s.t.     |